# Silverhope Creek
Silverhope Creek är ett vattendrag i Kanada.   Det ligger i provinsen British Columbia, i den södra delen av landet, 3 400 km väster om huvudstaden Ottawa.
I omgivningarna runt Silverhope Creek växer i huvudsak barrskog. Runt Silverhope Creek är det ganska glesbefolkat, med 35 invånare per kvadratkilometer.